# Troller
Troller Veículos Especiais S.A., conocido simplemente como Troller, es un fabricante brasileño de vehículos todoterreno. Fue fundado en el año 1995 por el industrial Rogério Farías y desde el año 2007 forma parte del grupo automovilístico mundial Ford Motor Company. Troller es la primera marca extranjera adquirida por Ford, luego del desprendimiento de esta última de sus filiales inglesas Aston Martin, Land Rover y Jaguar Cars, la sueca Volvo Cars y la japonesa Mazda, a la vez de ser actualmente la tercera marca del grupo, luego de la propia Ford y su filial Lincoln.
Si bien Troller se institucionalizó en el año 1995, se toma como fecha fundacional el año 1997 en el cual fue establecida su primera planta de producción en la localidad de Horizonte, Estado de Ceará. Según su fundador, el término "Troller" es una adaptación brasileña de la palabra inglesa troll, la cual se refiere a un personaje de la mitología escandinava que habitaba los bosques de Noruega que protegía y traía suerte y fidelidad a sus visitantes, aunque también causaba molestias en el caso de perder la paciencia. Estas dos características fueron las que inspiraron a Farías a lanzar su producto al mercado, ofreciendo un vehículo de mecánica fiel y a un bajo costo con relación a sus competidores.
Inicialmente, Troller comenzó como una montadora artesanal de vehículos de la cual se destacó la producción de su único modelo, el Troller T4, el cual es un todo terreno desarrollado e inspirado en el Jeep Wrangler estadounidense, aunque con un precio relativamente más bajo que sus rivales. Inicialmente fue producido con impulsores de origen Volkswagen en las versiones nafta, y MWM e International en las versiones diesel.
En el año 2007 Ford Motor do Brasil anunció la adquisición del paquete accionario de Troller, mientras que en el año 2008 fue completamente traspasada al grupo automovilístico a nivel internacional. Tras haberse concretado esta adquisición, los vehículos Troller pasaron a equipar implementos de origen Ford, compartiendo motores y plataformas de la camioneta Ford Ranger.

## Historia

### Primeros años

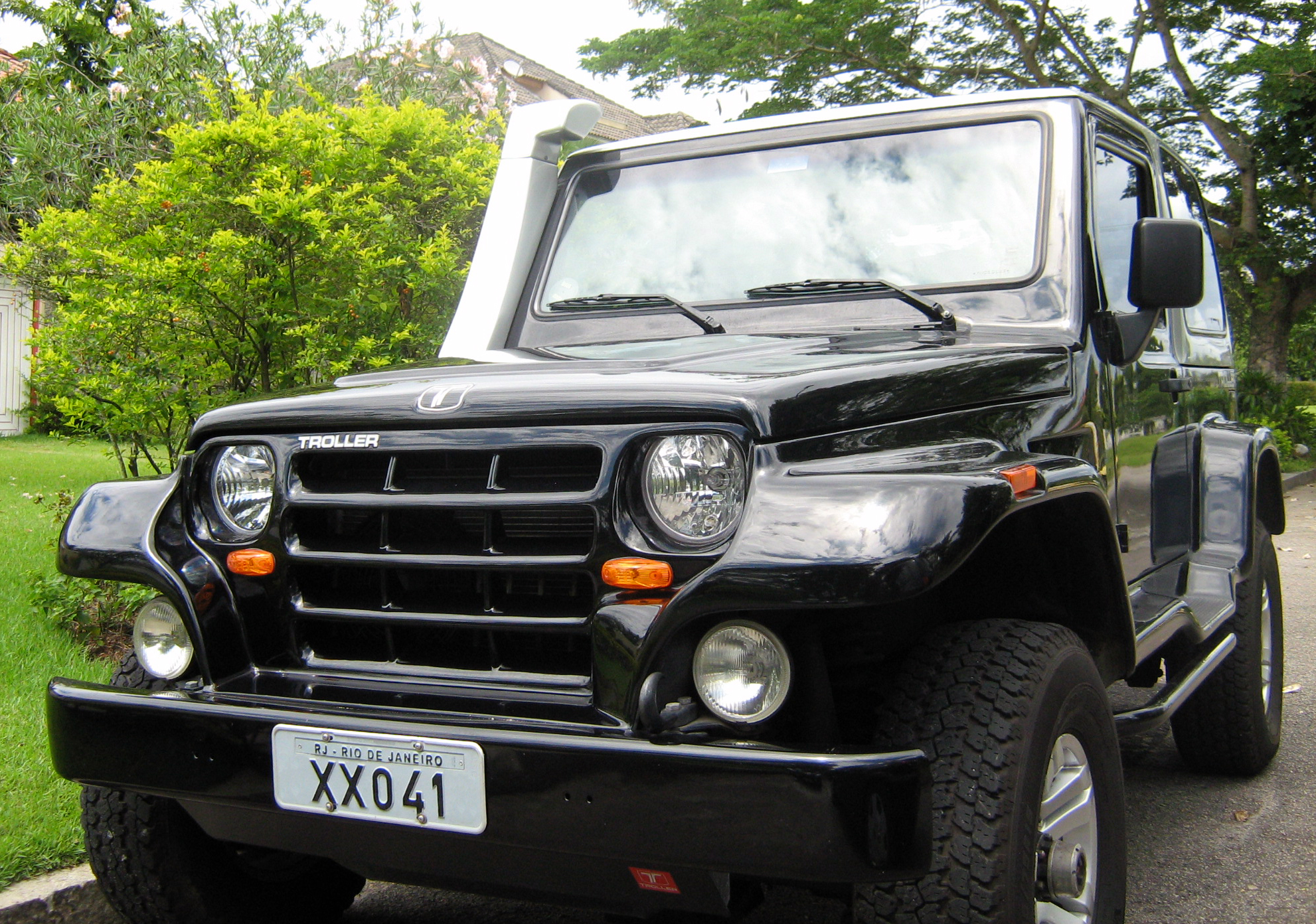
Troller T4 modelo 2004

Con el objetivo de desarrollar un vehículo todoterreno de producción nacional e inspirandose en los antiguos Jeep Willys que supieron surcar el territorio brasileño, el industrial brasileño Rogério Farías institucionaliza en 1995 la firma Troller Veículos Especiais S.A. Su primer trabajo, fue el desarrollo de un prototipo llamado RF Sport, inspirado en el Jeep Wrangler y del cual copiaba en forma casi fiel la silueta de este producto con excepción del frontal, para el cual adoptaba una parrilla en forma cuadriculada. Sus primeras unidades estaban equipadas con motores AP-1800 de origen Volkswagen, mientras que su chasis fue un desarrollo local basado en el bastidor de los Jeep Cherokee. Las primeras unidades, construidas en forma artesanal, fueron presentadas en el año 1996 y rápidamente adquiridas por pilotos de rally. De esta manera, Farías consiguió hacer de las carreras de competición un auténtico laboratorio de análisis para perfeccionar sus productos.

### Primera planta de producción en serie

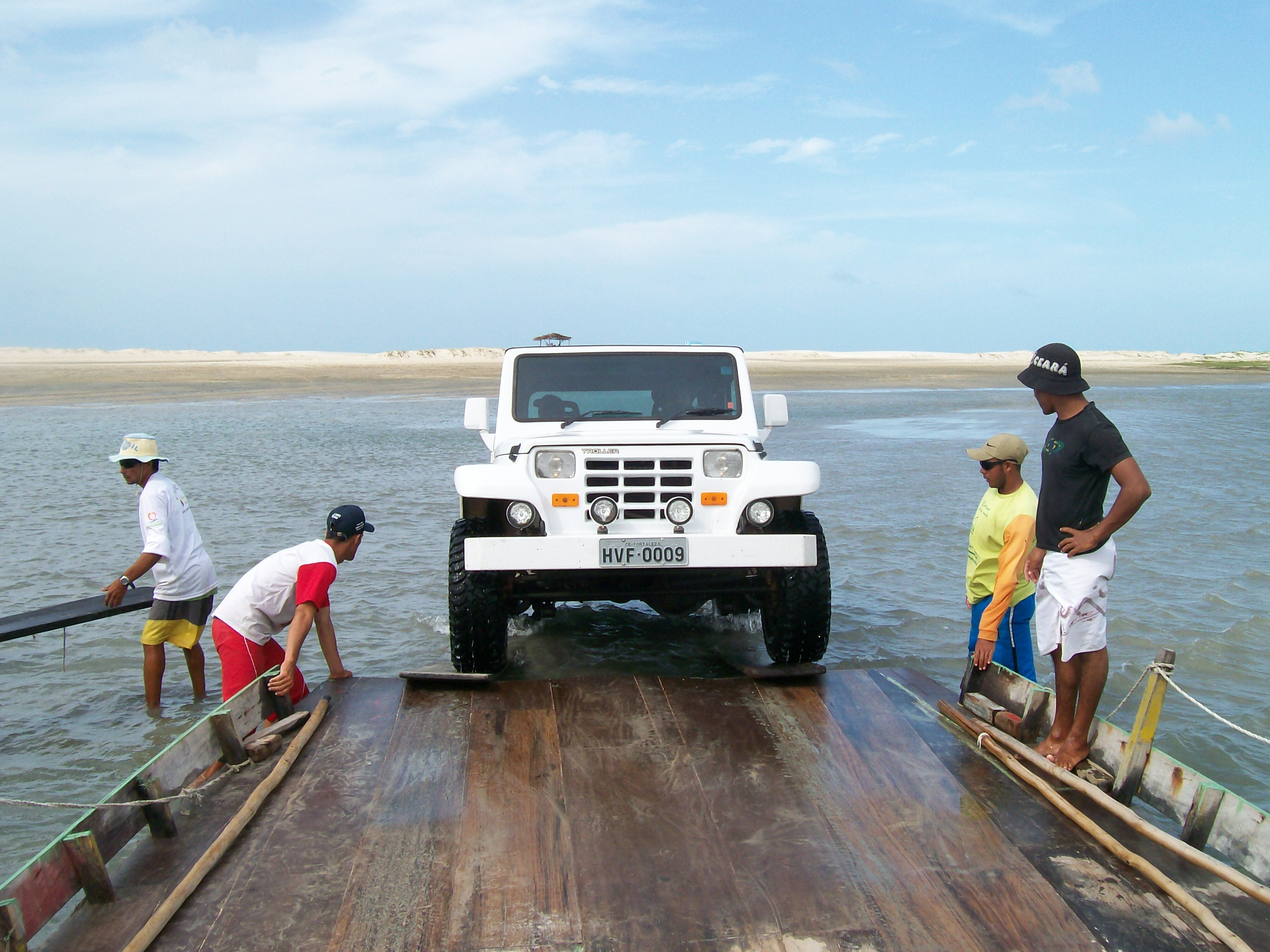
Troller RF Sport remolcado hacia una balsa

En 1997, el empresario Mario Araipe adquiere activos de la empresa, convirtiéndose en el inversionista que le permitirá a Troller expandirse como productor de vehículos en serie. Para ello, Araipe estableció una alianza con Farías a fin de establecer un grupo de inversión que permita la expansión de la planta de producción y la posterior apertura de la producción en serie. El trabajo rindió sus frutos en 1999, al ser inaugurada la nueva planta de producción masiva en la misma localidad de Horizonte, en el Estado de Ceará. A la producción artesanal del RF Sport 1.8, se le agregó la versión 2.0 también propulsada a gasolina y equipada con impulsores AP-2000, también de origen Volkswagen.
En 1999 se inauguró la línea de producción de Troller con el lanzamiento de su producto emblema, el Troller T4. A simple vista, este vehículo resultaba ser una especie de reinterpretación local del Jeep Wrangler, ya que adoptaba un diseño muy similar al todoterreno antes mencionado, aunque su principal diferencia radicaba en el diseño de su frontal el cual adoptaba una parrilla cuadriculada. Mecánicamente, el T4 estaba equipado con el impulsor AP-2000 de 4 cilindros en línea que desarrollaba una potencia de 114,2 CV a 5250 rpm, con un torque  de 17,5 kgm a 3500 rpm. Su carrocería estaba construida en fibra de vidrio, mientras que el motor estaba acoplado a una caja de cambios manual de 5 marchas.
Tras el éxito obtenido con la producción del T4, Troller encara la producción de una versión evolucionada pensada para presentarla en competiciones de Rally, como el París-Dakar. De esta forma, en el año 2000 hace su presentación el Troller T5, el cual no es otra cosa más que un T4 pero con un importante cambio evolutivo en su mecánica. Para conseguir un mayor desempeño en esta clase de competiciones, el T5 fue equipado con un impulsor V6 de origen Ford, con sistema de alimentación por inyección multipunto, que era capaz de desarrollar 200 CV a 5200 rpm de potencia y un torque de 36,1 Kgm a 2850 rpm. Sin embargo, debido a la condición experimental de este prototipo, apenas fueron desarrolladas solamente 6 unidades, las cuales fueron destinadas a la competición. A la par de este modelo, el T4 con motor Volkswagen continuaba en línea de producción.

### Época de recambios y competiciones

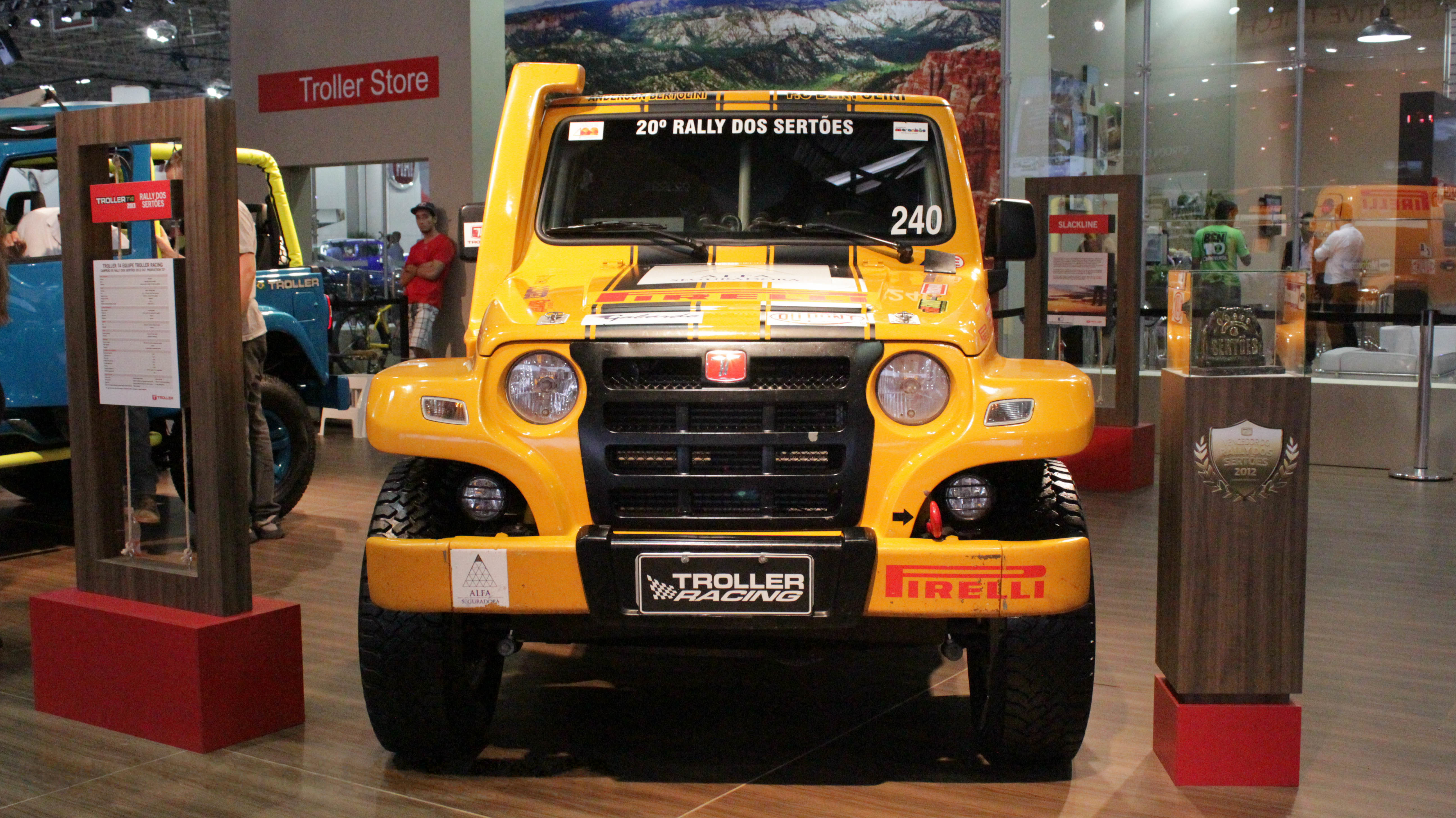
Troller T4 participante del 20º Rally dos Sertões

El año 2002 significó un año de amplias reformas en materia mecánica para Troller. Su hasta ese entonces único modelo T4 presentó importantes reformas con relación al modelo 1999, entre los que se incluyeron detalles mecánicos y de equipamiento. A partir de este modelo, comenzaron a aparecer ítems como un nuevo panel de instrumentos, un portón trasero de apertura lateral, diferencial autoblocante tipo Trac-Lock, freno a discos en las 4 ruedas y otros detalles de equipamiento que pasaban a ser de serie. Pero el cambio más importante radicó en la motorización, ya que a partir de ese año se tomó la decisión de reemplazar los modelos con motores impulsados a nafta para pasar a adoptar impulsores turbodiesel. A partir del año 2001 comenzaron a aparecer las primeras versiones equipadas con impulsores MWM Sprint 2.8 Turbo Diesel de 4 cilindros en línea, capaces de generar 132 CV de potencia, mientras que a partir de 2002 la producción comenzó a ser exclusivamente con motores turbodiesel.
En estos años también las competencias fueron un importante medio de publicidad utilizado por Farías para dar a conocer su producto. En este aspecto, en el año 2000 se produjo un hito para la industria brasileña al ser creado el equipo oficial Troller para la histórica competencia de Rally París-Dakar, en la cual fueron enrolados cuatro unidades T5. Unos años después, en 2002, el equipo participó a nivel nacional en el tradicional Rally dos Sertões, logrando importantes resultados. La respuesta en cuanto a lo deportivo reflejada por los productos Troller, animó a Farías a querer armar su propia competición, teniendo finalmente como resultado la creación de la Copa Troller en el año 2003.
En 2004 el Troller ya estaba consolidado en el mercado brasileño, pero aun así continuó recibiendo mejoras, principalmente en el aspecto de equipamientos, pasando a adoptar nuevos limpiaparabrisas, nuevos faros más grandes, potentes y resistentes a la torsión, reposicionamiento de la bocina y el comando de levantavidrios eléctricos y otros detalles más para asegurar un manejo confortable. En cuanto a lo mecánico, nuevas reformas llegaron a partir del año 2005 con la implementación de la caja de velocidades Eaton FSO-2405B, más moderna que su antecesora Eaton FSO-2305B. Esta caja de velocidades fue utilizada por Troller hasta el año 2014. Al mismo tiempo otro cambio de importancia tuvo lugar en el motor, ya que el año 2005 fue el último en el que se produjeron modelos equipados con motores MWM Sprint 2.8 con bomba inyectora. A partir del año 2006 Troller ingresó a la era de motores con sistema de inyección common-rail, al pasar a equipar motores International NGD 3.0 electrónicos de 163 CV, los cuales fueron utilizados hasta el año 2012. Este impulsor tuvo también la particularidad de presentar facilidades para adaptar chips de potencia, los cuales permitían exprimir hasta 270 CV.

### Llegan el T4-M y la Pickup Pantanal

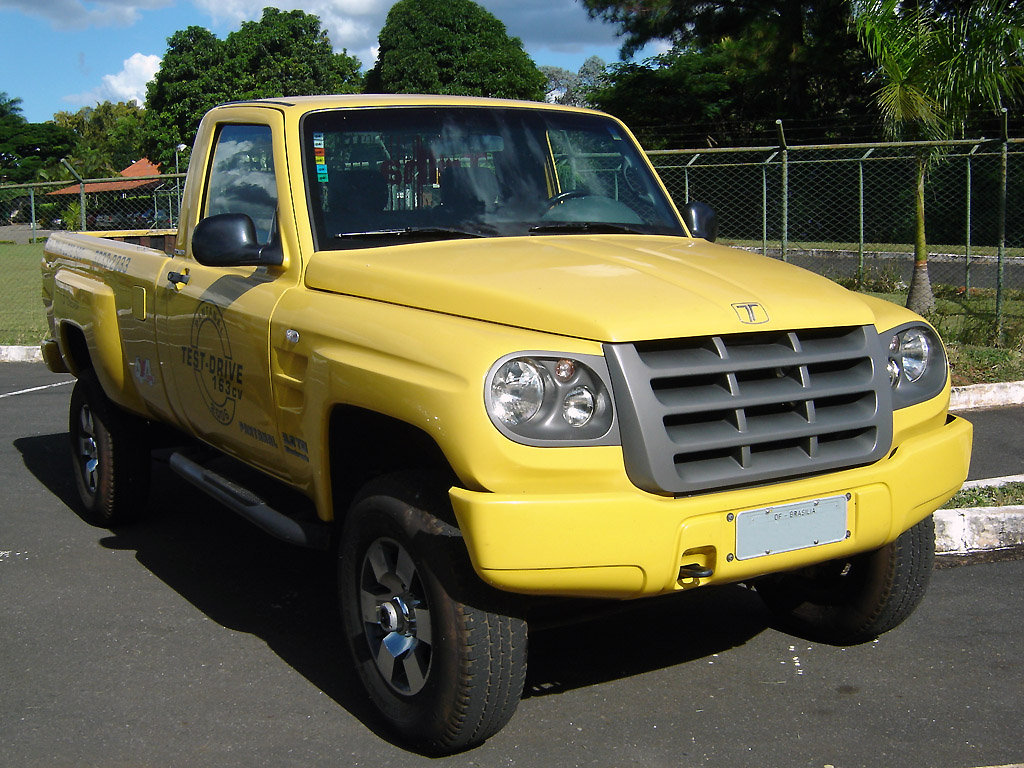
Troller Pantanal, primera pickup producida por Troller

El éxito y la repercusión que comenzó a tener la marca Troller en el mercado brasileño, animó una vez más a sus propietarios a incursionar en un terreno muy particular: El de proveer de vehículos a las fuerzas armadas locales. La probada robustez de los Troller T4, permitió alcanzar en el año 2003 el desarrollo de su versión militar la cual fue presentada bajo el nombre de T4-M. Este modelo fue equipado con el impulsor MWM Sprint 2.8 y fue catalogado por las Fuerzas Armadas del Brasil como un "Vehículo de Transporte No Especializado". Adecuado para el traslado de tropas en regiones de difícil acceso, fue también utilizado como vehículo de reconocimiento, al mismo tiempo y por estar equipado con techo desmontable y parabrisas rebatible, se lograba dotar al vehículo con un perfil tan bajo que le permitía ser trasladado en los bodegones de barcos o bien, en helicópteros. Asimismo, tenía una capacidad de vadeo de 80 cm y de hasta 1 metro de profundidad, si el coche estaba equipado con snorkel, a la vez de estar adaptado para desembarcos en lugares que impliquen sumergirse a esos niveles. El Troller Militar fue también vendido como vehículo civil ha pedido, al mismo precio que el Troller T4 convencional. Sin embargo, las principales diferencias radicaban en el equipamiento, ya que el Troller Militar estaba equipado con techo y parabrisas rebatibles y contaba además con un tanque adicional de combustible de 20 litros.
Pero la idea de ampliar la producción de Troller no se limitó únicamente a la versión militar del T4, ya que a mediados del mes de septiembre de 2003 fue proyectada y desarrollada una nueva pickup mediana, que fue bautizada como Troller Pantanal. Esta pickup, diseñada para soportar cargas de hasta 1300 kg, fue desarrollada con el fin de acaparar el mercado de las pickups y recrear el segmento de las camionetas livianas que había quedado en el olvido tras el cese de la producción de la Toyota Bandeirante (derivada brasileña de la Toyota Land Cruiser). A pesar de su tamaño más pequeño que las grandes pickup que acaparaban el mercado, la Pantanal poseía una caja de carga de amplias dimensiones, las cuales permitían fácilmente llegar a los 1300 kg de estiba, los cuales no eran gran esfuerzo para la mecánica empleada por Troller en sus vehículos. Su chasis fue fabricado por la empresa T-System a partir de un chasis de Troller T4, el cual fue amplificado para destinarlo al vehículo de carga, mientras que su planta impulsora inicialmente fue un MWM Turbo Diesel de 3.0 litros, 16 válvulas y capaz de generar 163 hp de potencia a 3800 rpm y un par motor de 380 Nm entre 1600 a 2200 rpm, todo esto acoplado a una caja manual de 5 velocidades con reductora. A la par de la versión de carga, fue también desarrollada una versión militar de la Pantanal, la cual difería de la camioneta civil por el uso de un chasis más alargado, con el objetivo de poder montar una caja de carga más amplia para permitir el traslado de soldados. Asimismo, también fue equipada con una torreta especial para montar fusiles. 
A pesar de haber sido desarrollada en 2003 y de haber sido presentada en 2004 como novedad próxima a ser producida, la Pantanal finalmente entró en producción en el año 2006, siendo presentada en una única versión de carrocería con cabina simple, la cual podía variar su sistema de tracción entre 4x2 o 4x4. Asimismo, y acorde a los cambios producidos en la línea de producción del T4, fue equipada con el impulsor International NGD 3.0 en lugar del impulsor MWM con el que inicialmente fue proyectada. Sin embargo y a pesar de haber sido una apuesta muy importante de parte de Troller para el mercado de vehículos de carga, la producción de la Pantanal finalizó en el mes de noviembre del mismo año 2006, habiéndose llegado a producir apenas 77 unidades. El cierre de su producción fue una de las principales condiciones impuestas por Ford Motor do Brasil antes de concretar la absorción de Troller, debido principalmente a que de haber continuado con su producción, le hubiese restado mercado a su principal producto del segmento, la Ford Ranger. Tras haberse hecho con la totalidad del paquete accionario de Troller, Ford Motor do Brasil realizó en el año 2008 un llamado a los propietarios de las 77 unidades producidas de la Troller Pantanal, con el objetivo de realizar una recompra de estas unidades. El motivo esgrimido por la filial brasileña de Ford para realizar este llamamiento, fue la detección de presuntas fallas en el diseño de los chasis, las cuales incidirían en la seguridad del vehículo. Este llamado resultó extraño para los propietarios de las Pantanal, ya que esperaban una revisión y solución a dichas fallas en lugar de una recompra para sacar al modelo de circulación, lo que provocó que un gran número de propietarios se negasen a atender este llamado. Como contrapartida a esa respuesta, Ford Motor do Brasil obligó a dichos propietarios a firmar un documento por el cual el nuevo propietario de Troller se desligaba de responsabilidades, ante los presuntos daños o perjuicios que pudiese ocasionar la libre circulación de estas camionetas.
- [9]

## Modelos producidos
- Troller RF Sport (1996 - 1998)
- Troller T4 (1999 - presente)
- Troller T5 (2000)
- Troller T4-M (2003 - 2006)[10]
- Troller Pantanal (2003 - 2006)[11]
- Troller T4 Expedition (2010)[12]
- Troller T4 Desert Storm (2011)[13]
- Troller T4 Bold (2016)
- Troller TX4 (2019)